# Sabkhat d'Ariana
La Sabkhat d'Ariana és una llacuna salada situada a la governació d'Ariana al nord-est de la ciutat d'Ariana, a Tunísia, al nord-est de Tunis. El territori de la llacuna correspon a la delegació de Soukra incloent una franja d'uns 2 km a la costa nord, que la separa del territori de la delegació de Raoued. La sabkhat es comunica amb la mar mercès a l'obertura de canals a l'altura de la platja de Raoued, però l'aportació d'aigua de mar és limitada i les anàlisis demostren que a profunditat de 15 i 20 metres es troba encara aigua dolça, excepte a la vora del canal.
La llacuna rep un excés de pluja a la tardor i això afecte a les capes freàtiques de la rodalia. En canvi l'evaporació potencial excedeix a les pluges mitjanes. La sabkhat governa l'equilibri hidrològic de la napa freàtica. Actualment la recàrrega d'aigua pel mar i pluja és superior en conjunt a l'evaporació i el nivell de la llacuna ha augmentat.
La proximitat a Tunis i altres zones urbanes i les especials condiciones de la sabkhat, van decidir al govern a declarar-la àrea (3200 hectàrees) d'importància natural el 1980, amb efectes per ara molt limitats.